# 谷本憲治
谷本憲治（たにもと けんじ、1950年-　）は、日本の写真家。
北海道小樽市出身。北海道教育大学卒。高等学校や大学を通じて、「花」をモチーフとした水彩画の画家を目指したが、自然のさまざまな情景や自然美に感動し、大学卒業後、風景写真家に転向。
その後、高等学校教諭をする傍ら、北海道各地の風景を撮り続け、札幌、旭川、函館、帯広などで写真展を継続的に開催している。
2006年より北海道教育大学岩見沢校非常勤講師も務める。

## 著書
- 『光と影のシンフォニー : 写真集 : 北海道の花と自然』（すみれ書房, 1990年）
- 『北海道・彗星ロマン紀行 : 宇宙と大地の詩 : Comet Hale‐Bopp in Hokkaido』（すみれ書房, 1997年）